# Барлебен
Барлебен (нем. Barleben) — община в Германии, в земле Саксония-Анхальт. 
Входит в состав района Оре.  Население составляет 9090 человек (на 31 декабря 2010 года). Занимает площадь 29,73 км².
Коммуна подразделяется на 3 сельских округа.

## Фотографии
- Военный мемориал на кладбище
- Церковь
- Старая церковная улица